# Torre del Salaro

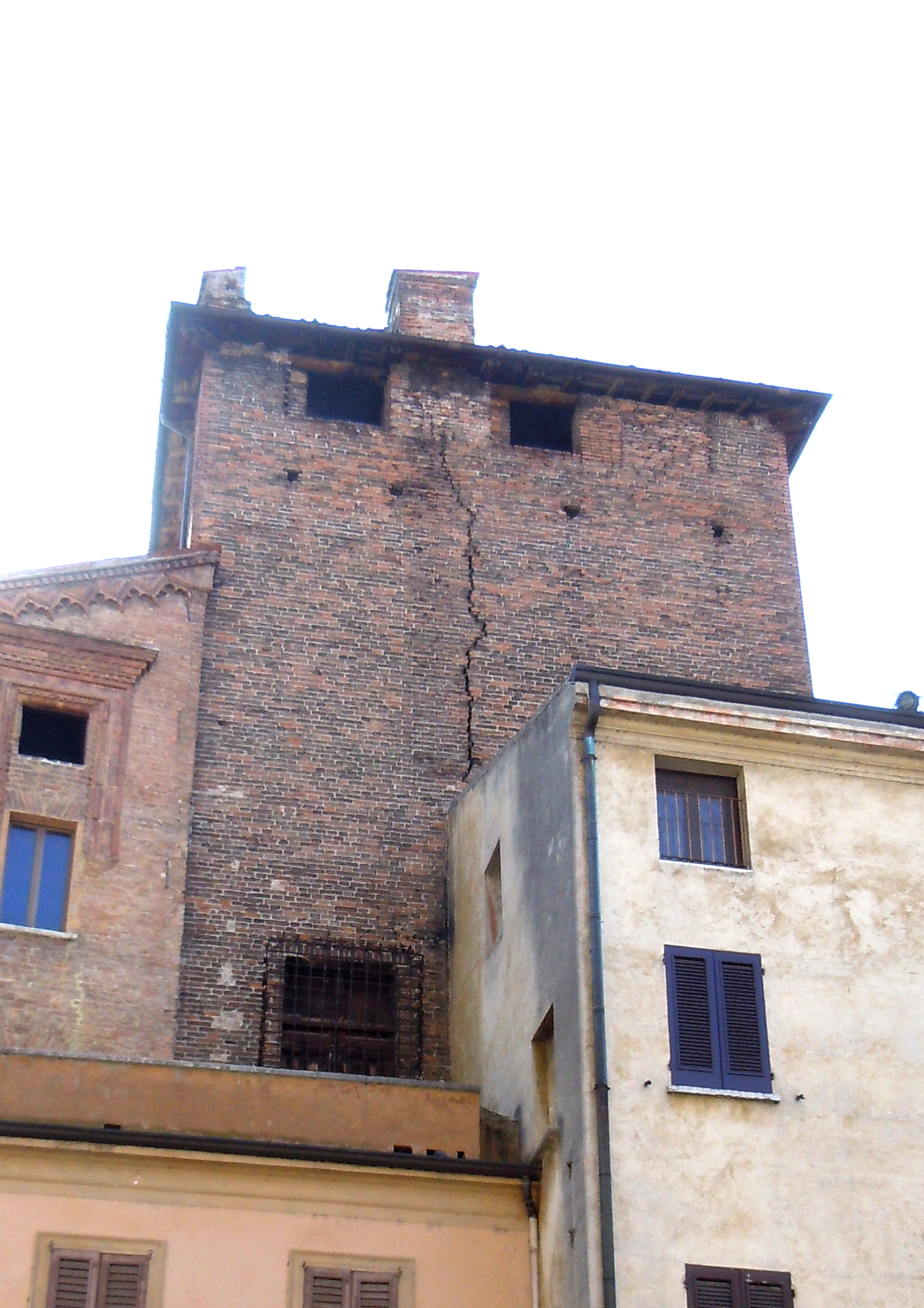
Torre del Salaro, an der zur Piazza Andrea Mantegna gewandten Seite

Die Torre del Salaro oder auch Torre del Sale ist ein Geschlechterturm in der oberitalienischen Stadt Mantua in der Lombardei. Sie steht in der Altstadt von Mantua umschlossen von mehren Häusern an der Piazza Andrea Mantegna in unmittelbarer Nähe der Piazza delle Erbe. An der Nordostseite des Turms lehnt sich die Casa del Mercante an.

## Geschichte
Der Turm wurde im 12. Jahrhundert von der Familie Poltroni errichtet, weshalb er in der Vergangenheit als Torre dei Poltroni bezeichnet wurde. Die Poltroni waren als Geldverleiher insbesondere zwischen dem Ende des 12. und dem Beginn des 13. Jahrhunderts tätig. Mit dem gestiegenen Einfluss der Familie wurde sie auch mit öffentlichen Aufgaben betraut. So war Boso Poltroni von 1199 bis 1218 Mitglied des Stadtrats. Auch sein Bruder Bulso mischte in der Politik der Stadt mit und unterstützte 1208 das Bündnis mit Cremona. 1216 fungierte Bulso als Prokurator der Stadt.
1207 brach ein Streit zwischen den Poltroni und den rivalisierenden Calorosi aus, der laut zeitgenössischen Chroniken die Züge eines Krieges annahm. Zunächst behielten die Poltroni die Oberhand und konnten die Calorosi 1208 aus Mantua vertreiben. Mit neuen Verbündeten gelang den Calorosi im Jahr darauf die Revanche, die Bulso Poltroni mit seinem Leben bezahlte. 1213 griffen die Calorosi erneut zu den Waffen und eroberten den Turm der Poltroni, die daraufhin aus der Stadt flüchteten.
Der Machtverlust der Poltroni in Mantua fand auch darin seinen Ausdruck, dass nach ihrer Flucht ihr Geschlechterturm teilweise abgetragen wurde. Anschließend wurde der bis dahin einzelnstehende Turm als Salzlagerhaus der Kommune genutzt, woraus sich sein mittlerweile geläufiger Name ableitet. In der Vergangenheit wurde angenommen, dass der Salzturm auf den Fundamenten des Torri dei Poltroni errichtet wurde. Begründet wurde die Annahmen auch damit, dass der Turm bis zum Beginn des 14. Jahrhunderts als Neuer Turm (Torre Nuova) bezeichnet wurde.
Für die kommunalen Kassen war der Erlös aus dem Salzverkauf eine bedeutende Einkommensquelle. Wichtigster Salzlieferant für Mantua war zu diesem Zeitpunkt Venedig. Als Salzturm wurde er bis in das 17. Jahrhundert genutzt.